# Podolin
Podolin (szlovákul Podolínec, németül Pudlein, lengyelül Podoliniec) város Szlovákiában, az Eperjesi kerület Ólublói járásában.

## Fekvése
Ólublótól 14 km-re délnyugatra, a Lőcsei-hegység és a Szepesi-Magura között, a Poprád-folyó bal partján fekszik.

## Nevének eredete
A szláv po-dolinec völgy mentit jelent, ez pedig a szláv podol (= lapály, völgy) főnévből ered. Így a szlovák Podolinec jelentése völgy menti város.

## Története
A várost a Kunigunda hercegnő által betelepített németek alapították a tatárok által elpusztított egykori határőrposzt helyén. 1244-ben „Podolin”, 1256-ban „Podolincz” megnevezéssel találjuk. Fejlett kézművesipara, kereskedelme révén gyorsan fejlődött és 1292-ben már városi kiváltságai voltak és városfal védte. Ekkor kapta meg a fürdőépítés jogát. 1337-ben „Podolinum”-ként említik. 1403-ban a lázadókhoz csatlakozott, ezért a király serege megostromolta. 1412-ben lett szabad királyi város, ugyanekkor „Podolinecz” néven említik. Még ebben az évben Zsigmond király a lengyel királynak zálogosította el és csak 1772-ben került vissza magyar fennhatóság alá.
1415-ben itt alakult meg az első önálló felvidéki céh, a csizmadiáké. A 16. században már tömegesen alakultak meg céhei. A városnak csütörtöki napokon voltak a hetivásárai. 1553-ban 104 adózó polgára volt. 1642-ben itt nyitott Magyarországon először gimnáziumot és itt telepedett le a piarista rend. 1646-ban és 1664-ben járványok tizedelték a lakosságot. 1662-ben hatalmas árvíz pusztította. 1684-ben egy tűzvészben csaknem az egész város leégett. A 18. század közepén Podolint 231 polgár lakta, közülük 106 volt a kézművesek száma. A város gimnáziumának nyelve az 1772-es visszakerülésig a latin és a lengyel volt, mivel a kegyes rend lengyel tartományához tartoztak.
A 18. század végén Vályi András így ír róla: „PODOLIN. Pudlein, Podolinetz. Szepes Vármegyében, egygy a’ 16 Szepességi Városok közzűl, lakosai többen katolikusok, fekszik régi Vára alatt, Kézsmárkhoz másfél mértföldnyire, kővel békerítve; nevezetesíti a’ Piaristáknak díszes Klastromjok, helyes oskolájok; orvosi vize meglehetős. Híresedett e’ Város 1412dikben, és 1442dikben nyertt királyi adományok által; bútsújárásai is népesek; határja, melly a’ hegyeken fekszik, nehezen miveltetik, és közép termékenységű, kaszállói tsekélyek, mellyek tsak trágyázás után teremnek, fája, legelője elég van; mivel határjának egy része termékeny, második osztálybéli."
A 19-20. században ipar nélkül kisvárosi szintre süllyedt vissza, de régi arculatát máig megőrizte. 1828-ban 2140 lakosa volt.
Fényes Elek 1851-ben kiadott geográfiai szótárában így ír a városról: „Podolin, (Pudlein), csinos város, a XVI szepesi városok közt, Szepes vmegyében, a Poprád mellett, Késmárkhoz északra 2 mfdnyire: 2148 kath. német lak. Kath. paroch. templom. Gymnasium, mellyben a kegyes oskolabeli atyák tanitanak, kiknek itt szép két tornyu templomuk van. Derék híd a Poprádon. Határa elég nagy, és termékeny; mesterembere kevés; hegyében 12 ölnyi hosszu barlangja van, s benne fejér csíkos márvány töretik. A lengyel korona alatt husvásárok (Wolnicza) keletkeztek itt minden szombaton, mellyek Sz.-Mihálytól egész nagy hétig tartottak, s jelenleg is szokásban vannak. Hajdan királyi város volt, s kőfallal erősittetett meg, de ezek régi várával együtt romlásnak indultak."
A trianoni diktátumig Szepes vármegye Ólublói járásához tartozott.

## Népessége
| Év:            | 1994. | 2004.   | 2014.   | 2024.   |
| -------------- | ----- | ------- | ------- | ------- |
| Emberek száma: | 3114  | 3172    | 3202    | 3048    |
| Eltérés:       |       | +1,86 % | +0,94 % | -4,80 % |

| Év:            | 2023. | 2024.   |
| -------------- | ----- | ------- |
| Emberek száma: | 3055  | 3048    |
| Eltérés:       |       | -0,22 % |

1910-ben 1503-an, németek, szlovákok és magyarok lakták.
2011-ben 3257 lakosából 2866 szlovák 159 cigány és 2 magyar.

## Nevezetességei

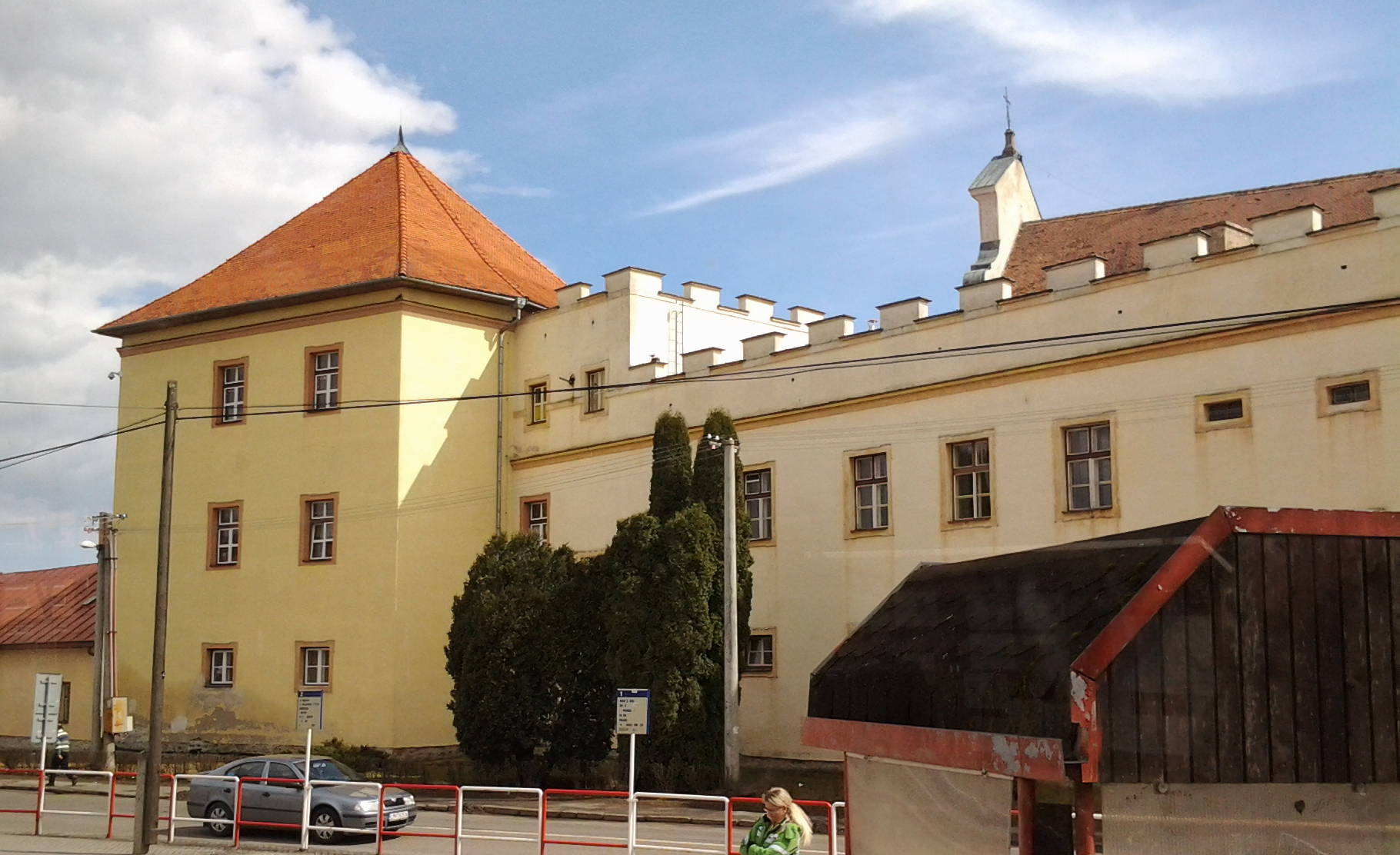
Kolostor
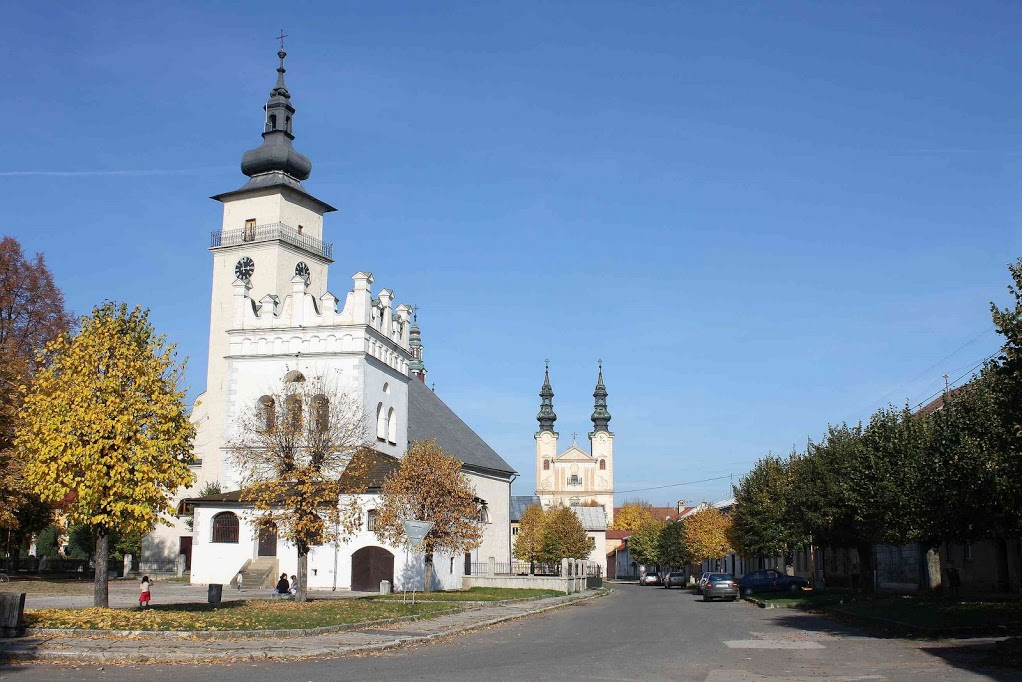
Városháza

- A 13. század végi gótikus Mária Mennybemenetele plébániatemplomát is fal övezte egykor. Belseje is gótikus, freskói a 14. században készültek. Harangtornya 1659-ben épült reneszánsz stílusban.
- 1647 és 1651 között épült piarista temploma és kolostora szintén erődített volt. Barokk toronysisakos kettős tornyát az 1762. évi átépítéskor kapta.
- Szent Anna tiszteletére szentelt temetőkápolnája 13. századi román eredetű, a 16. században reneszánsz stílusban építették át.
- A város védművei főként a délkeleti oldalon maradtak meg.
- A városháza a 16. századból való, a korábbi vár helyén épült, 1903-ban átépítették.
- A reneszánsz harangtorony 1659-ben épült.
- A főtér polgárházai nagyrészt 17. századiak.
- Nepomuki Szent János kápolnája a 18. század végén épült.
- Zsinagógája a 18. század végén épült.

## Híres személyek
- A piarista templomban rejtőzött egy ideig II. Rákóczi Ferenc Bécsújhelyből történt szökése után.
- Itt született 1903-ban Németh Kálmán szobrászművész, faszobrász, restaurátor.
- Itt hunyt el 1872-ben Vertler Mátyás piarista áldozópap és tanár.
- Itt tanult Balffy Tamás (1690-1729) piarista áldozópap.
- A középiskolában tanult négy évig Krúdy Gyula (1878-1933) író, hírlapíró, amire a homlokzaton emléktábla emlékeztet.
- Itt tanult Kalmár Pál népszerű dalénekes, a „Szomorú vasárnap" első előadója.
- Itt tanított Bokross Ferenc (1782-1836) piarista tanár.
- Itt tanított Bernhard Márton (1806-1870) piarista szerzetes, tanár.
- Itt tanított Mérő István (1873-1938) festő.

## Podolin az irodalomban
- Krúdy Gyula Podolini kísértet című, első regénye, 1900-ból.